# Кольцо шпионов
«Кольцо шпионов» (англ.: Ring of Spies) — британский шпионский фильм 1964 года режиссёра Роберта Тронсона.
Он основан на реальном случае шпионской сети Портленда и снят в 1964 году вскоре после судебного разбирательства 1961 года по делу сети, но по юридическим причинам выход на экран был отложен, выпущен в прокат в 1970 году после освобождения Генри Хоутона и Элизабет Джи из тюрьмы.
Фильм содержит пролог об истории шпионажа и пропагандистский эпилог в духе времени «красной угрозы», предупреждающий кинозрителей о том, что в зрительном зале могут быть шпионы, возможно, в том самом ряду, с которого они смотрят фильм.

## Сюжет
Во время холодной войны сотрудник британского посольства в Варшаве раскрывает секреты своей польской подруге, которая является советским агентом, а после его перевода на военно-морскую базу в Великобританию присоединяется к советской шпионской сети супругов Крогер. По заданию советской разведки он заводит роман с секретаршей, которая также имеет доступ к более секретным документам. Вместе пара продолжает добывать информацию для советской разведки, получая при этом деньги. Вскоре служба безопасности, которая замечает подозрительно большие траты рядового сотрудника, устанавливает подслушивающие устройства в его доме и постепенно раскрывают шпионов.

## В ролях
- Бернард Ли — Генри Хоутон
- Уильям Сильвестр — Гордон Лонсдейл
- Маргарет Тайзек — Элизабет Джи
- Дэвид Коссофф — Питер Крогер
- Нэнси Невинсон — Хелен Крогер
- Торли Уолтерс — командарм Винтерс
- Филип Лэтем — капитан Рэй
- Сирил Чемберлен — Андерсон
- Жюстин Лорд — Кристина
- Патрик Барр — капитан Уорнер
- Дерек Фрэнсис — Крофт
- Пол Эддингтон — завсегдатай вечеринок
- Джиллиан Льюис — Марджори Шоу
- Ричард Марнер — полковник Монат
- Гектор Росс — Вудс
- Андре Михельсон — сотрудник посольства СССР

## Критика
Фильм не показал хороших результатов в прокате и получил средние оценки критиков, так «Radio Times» дал ему 3 звезды из 5, отмечая, что «докудраматический стиль скорее подрывает попытки режиссера Роберта Тронсона создать напряженность», но положительно оценил работу сценаристов: «Фрэнк Лондерс доказал, что он так же способен создать триллер, кусающий ногти, как он был в создании достойной смеха комедии. … умело пересказывает историю шпионской сети Портленда».